# Richard Adelbert Lipsius
Richard Adelbert Lipsius (14 février 1830 à Gera, principauté de Reuss-Lobenstein et Ebersdorf - 19 août 1892 à Iéna, grand-duché de Saxe-Weimar-Eisenach) est un théologien protestant allemand.

## Biographie
Richard Adelbert Lipsius est le fils de Karl Heinrich Adelbert Lipsius (décédé en 1861), qui est recteur de l'école Saint-Thomas à Leipzig, est né à Gera le 14 février 1830. Il étudie à Leipzig, et finalement (1871) s'installe à Iéna en tant que professeur ordinaire. Il participe à la fondation de « l'Union missionnaire évangélique protestante » et de « l'Alliance évangélique », et à partir de 1874 participe activement à leur gestion. Il meurt à Iéna le 19 août 1892.
Lipsius écrit principalement sur la dogmatique et l'histoire du christianisme primitif d'un point de vue libéral et critique. Néo-kantien, il est en quelque sorte un adversaire exigeant d'Albrecht Ritschl.
C'est en partie l'attitude de Lipsius dans Philosophie und Religion (1885). Dans son Lehrbuch der evangelisch-protestantischen Dogmatik (1876; 3e éd., 1893), il traite en détail des doctrines de « Dieu », « Christ », « Justification » et « l'Église ».
À partir de 1875, Lipsius assiste Karl August von Hase (1800-1890), Otto Pfleiderer (1839-1908) et Eberhard Schrader (1836-1908) dans l'édition de Jahrbücher für protestantische Theologie, et de 1885 à 1891, il édite le Theologische Jahresbericht.
Il écrit aussi :
- Die Pilatusakten (1871, nouvelle éd., 1886) [2]
- Dogmatische Beiträge (1878) [2]
- Die Quellen der ältesten Ketzergeschichte (1875) [2]
- Zur Quellenkritik des Epiphanios. Vienne, Braumueller, (1865)
- Die apokryphen Apostelgeschichten (1883-1890) [2]
- Hauptpunkte der christl. Glaubenslehre im Umriss dargestellt (1889) [2]
- et des commentaires sur les épîtres aux Galates, aux Romains et aux Philippiens dans le Handkommentar zum Neuen Testament de HJ Holtzmann (1891-1892) [2]